# Racine du tronc pulmonaire
La racine du tronc pulmonaire est le segment initial du tronc pulmonaire comprise entre l'anneau pulmonaire et la limite externe des sinus du tronc pulmonaire.

## Structure
La racine du tronc pulmonaire se situe entre la chambre de chasse du ventricule droit et le tronc pulmonaire proprement dite tubaire.
A sa base se trouve l'anneau pulmonaire qui fait partie du squelette fibreux du cœur et qui sert de support aux cuspides de la valve du tronc pulmonaire. Au niveau de leur insertion les valvules sont séparées par trois zones fibreuses faisant partie du squelette fibreux du cœur : les triangles inter-valvulaires du tronc pulmonaire.
La jonction sino-tubulaire est visible grâce un épaississement annulaire de la paroi du tronc pulmonaire formant une saillie dans la lumière artérielle : la crête supra-valvulaire du tronc pulmonaire. Celle-ci est moins marquée que la crête supra-valvulaire de l'aorte.

## Aspect clinique
La racine du tronc pulmonaire peut être impliquée dans diverses pathologies comme des anévrismes ou des malformations congénitales.